# Institut national d'enseignement supérieur et de recherche en alimentation, santé animale, sciences agronomiques et de l'environnement
 (mai 2018).
L'Institut national d'enseignement supérieur et de recherche en alimentation, santé animale, sciences agronomiques et de l'environnement (abrégé en VetAgro Sup) est un établissement public à caractère scientifique, culturel et professionnel placé sous la tutelle du ministère de l'Agriculture, constitué sous la forme d'un grand établissement pour l'enseignement supérieur agricole et vétérinaire fondé le 1er janvier 2010.
C'est l'une des 204 écoles d'ingénieurs françaises accréditées au 1er septembre 2020 à délivrer un diplôme d'ingénieur, ainsi que l'une des quatre écoles françaises assurant la formation des vétérinaires. VetAgro Sup forme des ingénieurs sur le campus agronomique de Clermont-Ferrand, ainsi que des docteurs vétérinaires et des inspecteurs de la santé publique vétérinaire sur le campus vétérinaire de Lyon (à Marcy-l’Étoile), tous deux dans la région Auvergne-Rhône-Alpes.

## Historique
VetAgro Sup résulte de la fusion en décembre 2009 de l'École nationale vétérinaire de Lyon (ENVL) créée en 1761, de l'École nationale d'ingénieurs des travaux agricoles de Clermont-Ferrand (ENITA Clermont) créée en 1984, et de l'École nationale des services vétérinaires à Lyon (ENSV) créée en 1973.
L'objectif du regroupement était d'améliorer la lisibilité à l’international de l'établissement, grâce au statut de grand établissement d’enseignement supérieur et de recherche.

## Recherche
Les enseignants-chercheurs de ces deux écoles regroupent leurs compétences sur des thématiques communes :
- Agronomie / environnement / santé ;
- Aliment / nutrition / santé / management ;
- Développement territorial durable ;
- Ingénierie et modèles animaux pour la santé.

Dans tous ces secteurs, les collaborations scientifiques sont renforcées avec l’ANSES, l'INRAE, le CNRS, l’Inserm, les universités et les entreprises.